# Brezovica síközpont
A Brezovica síközpont (szerbül: Ски центар Брезовица) egy hegyi üdülőhely és a legnagyobb központja a téli turizmusnak Koszovóban. A Šar-hegység lejtőin található, és főleg síelésre és snowboardozásra használják. Nyáron, többféle ökoturisztikai lehetőség van szabadidős sportolásra, többek közt hegymászás, hegyi kerékpározás, golf és egyéb sportok. A túraútvonalak a Štrbačko-tóhoz vezethetik a látogatókat.

## Történelem
A Brezovica síközpontot 1954-ben alapították. A síközpont a Šar-hegység Nemzeti Park északi és északnyugati lejtőin található. Az első öt sífelvonót 1979-ben létesítették. A síközpont 16 kilométernyi sípályát foglal magába a Šar-hegység északi és északnyugati lejtőin. Az üdülőhely számos nemzetközi síversenynek adott otthont az 1980-as és az 1990-es években de azóta továbbfejlesztették a turizmus számára. 
Habár Brezovica egy alternatív hely volt az alpesisí versenyeknek az 1984. évi téli olimpiai játékoknál Szarajevóban és számos a Nemzetközi Síszövetség által szervezett versenynek adott otthont az 1980-as és az 1990-es években, az üdülőhely nem részesült semmiféle jelentős infrastrukturális beruházásban az elmúlt két-három évtizedben.
A Brezovica síközpont jogi státusza már az 1999-es koszovói háború óta vitatott, mivel mind Szerbia és Koszovó kormánya igényt tart az üdülőhely tulajdonjogaira. Már több mint két évtizede ez vezet a befektetések hiányához.
2014 novemberében Koszovó kormánya egy 410 millió euró összegű szerződést írt alá a Compagnie des Alpes francia konzorciummal, hogy a következő két évtizedben fejlesszék a síközpontot. Azonban, 2016 júniusában, a szerződést felbontották, mivel a francia konzorcium nem tudott banki biztosítékot nyújtani a befektetésekhez.
2018 óta, a legtöbb turista Koszovóból és a szomszédos Albániából jön.

## Tulajdonságok

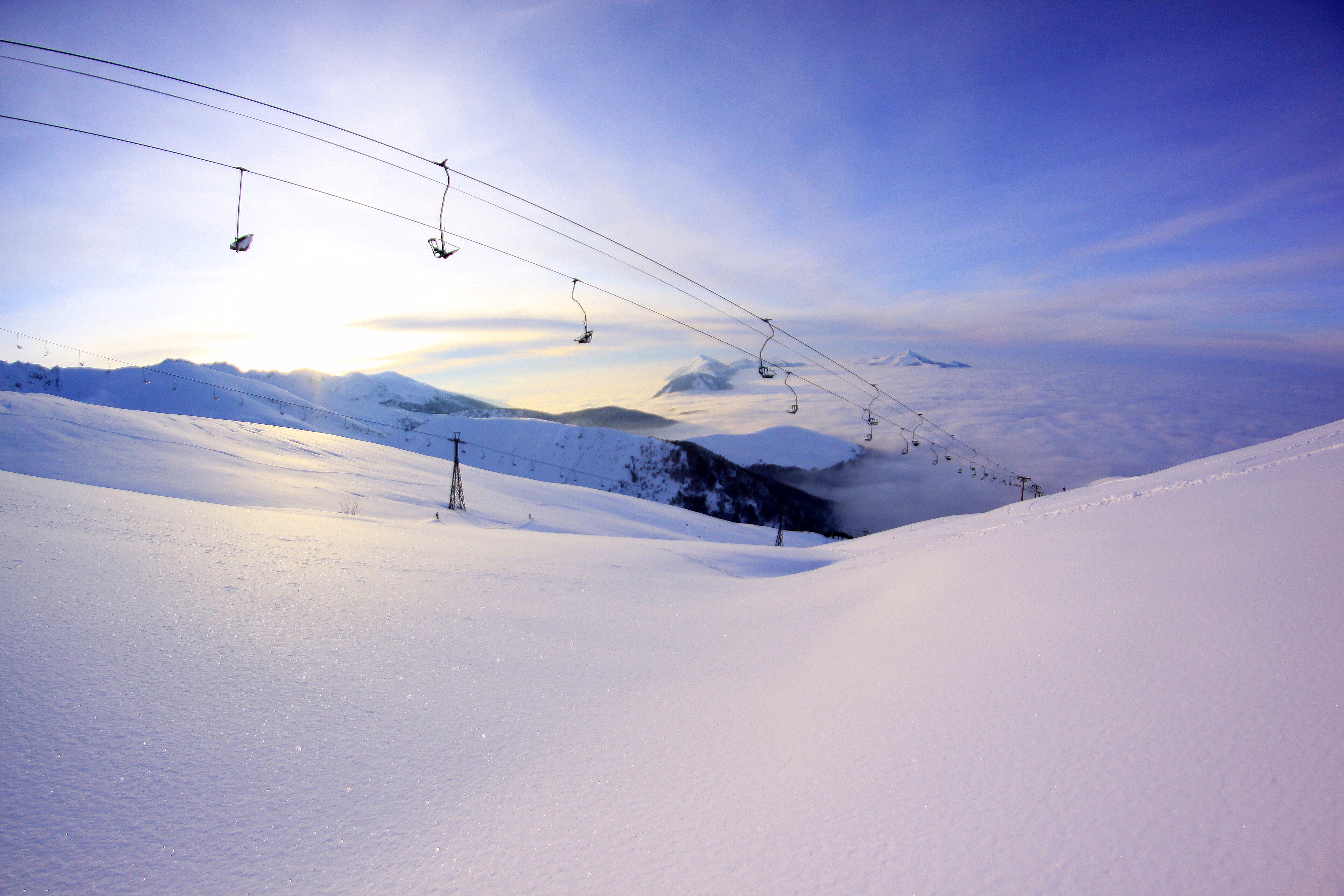
A Brezovica síközpont látképe

A hegygerinc 39,000 hektár magas erdős hegyvidéken terül el, bőséges és változatos állat- és növényvilággal. A két nemzetközi repülőtértől 90 percre található (Priština nemzetközi repülőtér, Szkopjei nemzetközi repülőtér), Brezovica síközpont képviseli az utolsó fejletlen síkomplexumok egyikét Dél-Európában. Az üdülőhelyen a sípályák átlagos hossza 4 kilométer, 1718 méter magasan a tengerszint felett. A sífelvonó felső állomása a tengerszint felett 2212 méteres magasságban található. A síközpont nyitva van síelésre azokban az évszakokban, amikor a hegyet hó takarja, kivéve nyáron amikor alig lehet kihasználni a hegyoldalon lévő havat. A Brezovica síközpont változékony síterepe tartalmaz öt ülő-felvonót és öt sífelvonót, összekapcsolva 15,6 kilométernyi átlagosan 3000 méter hosszú sípályákat. 2008-ban három új sífelvonó nyílt. A brezovicai sípályák különféle téli tevékenységekre szakosodva egyszerre akár 50,000 síelőt tudnak befogadni.
Számos, nagy sikert hozó belföldi és nemzetközi versenynek adott otthont ez a komplexum, többek között a belgrádi tulajdonú "Inex ski center Brezovica"-nak. Koszovó valamennyi téli sportcsapata is itt edz. 
A sípályák átlagos hossza három kilométer és évente átlagosan 128 napig használhatóak síelésre. Kezdő síelőknek 1,9 kilométernyi sípálya, a már edzettebb síelőknek 10,1 kilométernyi sípálya és a profi síelőknek 3,5 kilométernyi sípálya áll a rendelkezésére.  
A sícentrumnak megközelítőleg 700 ágya van négy szállodában, míg további szálláslehetőségek egyéb független és privát létesítményekben találhatóak. Azonban ezek a hotelek vagy minimum kapacitással vagy egyáltalán nem üzemelnek, köszönhetően a jogi vitáknak Koszovó és Szerbia között. A hotelben megszálló vendégek ingyenesen használhatják a sífelvonókat. A magánházak építése exponenciálisan növekszik a térségben annak ellenére, hogy a környék a Šar-hegység Nemzeti Park része.

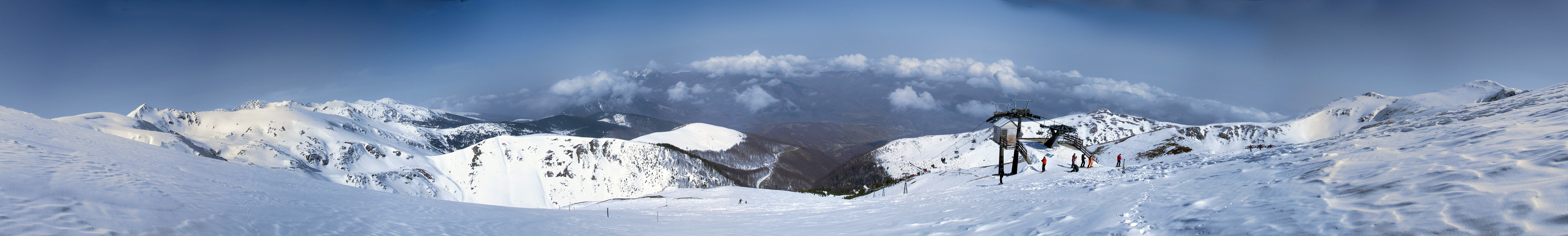
Panorámakép a Velika livada sífelvonóról

## Galéria

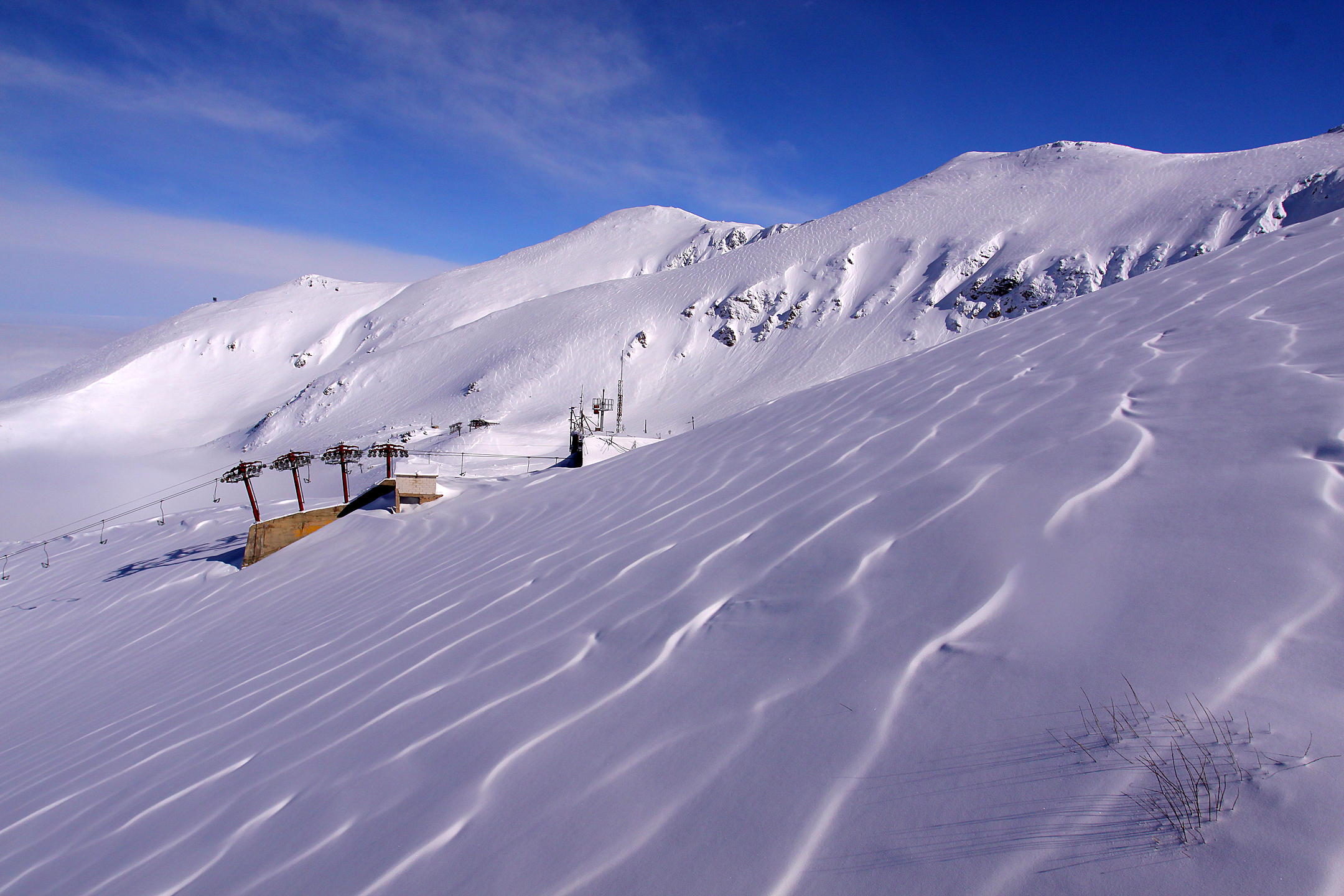
A Brezovica síközpont teteje
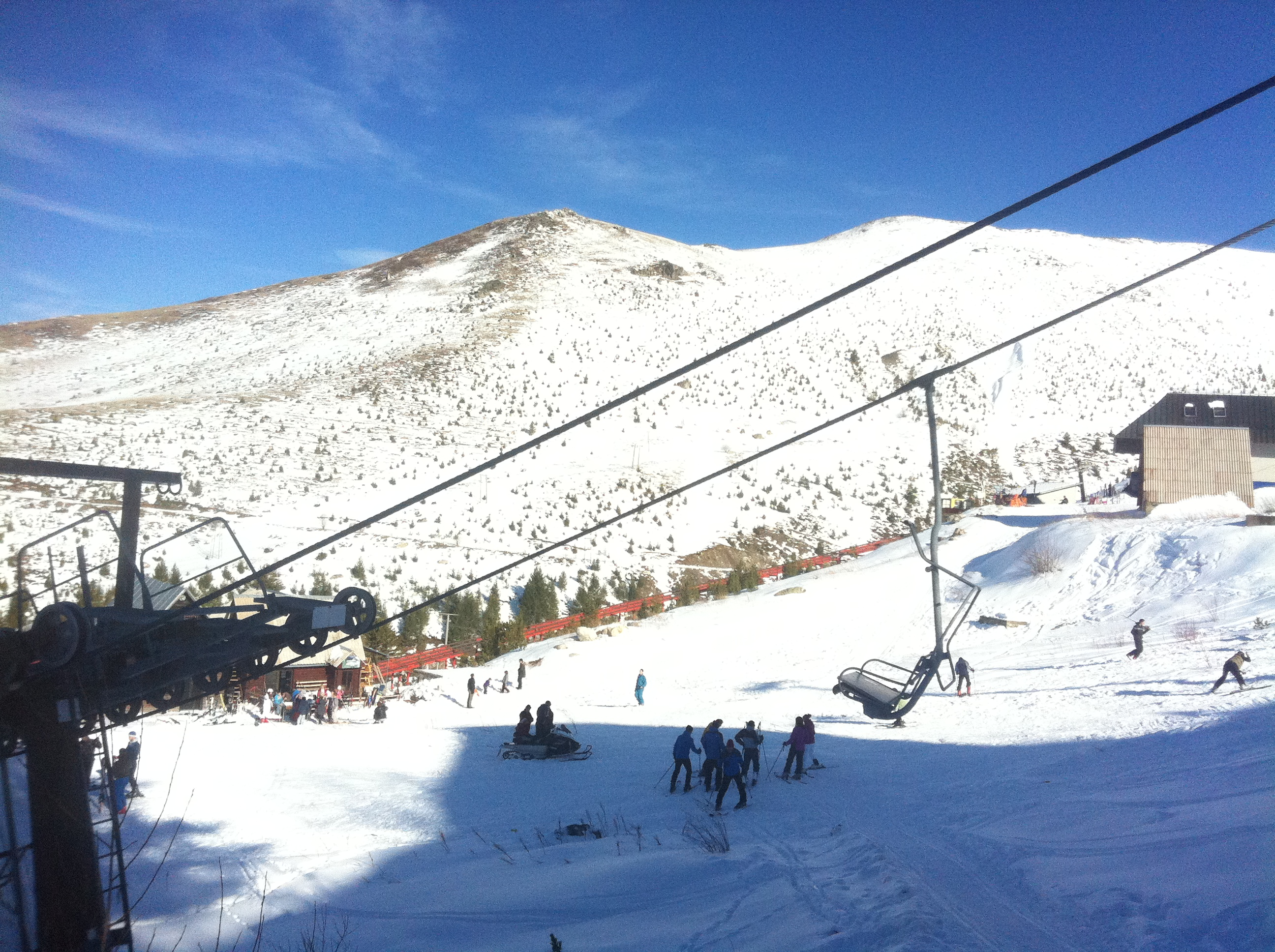
Sífelvonó a Brezovica sícentrumban
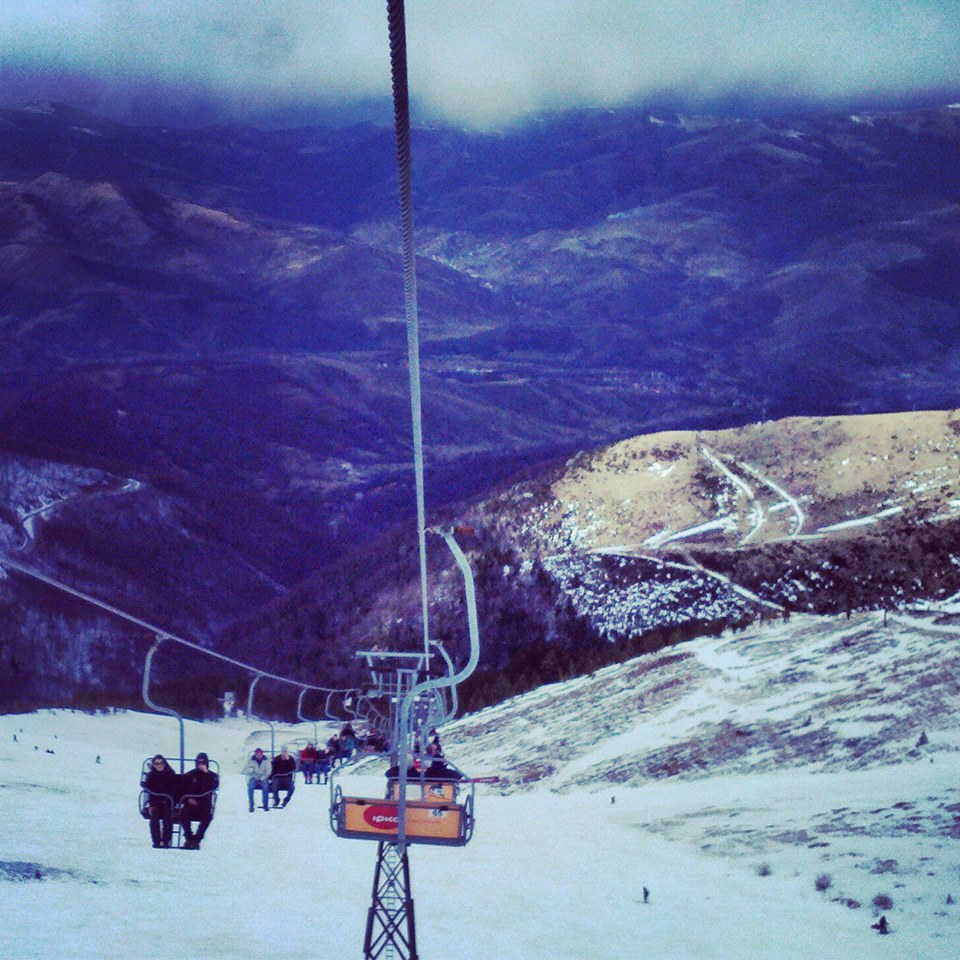
Sífelvonó
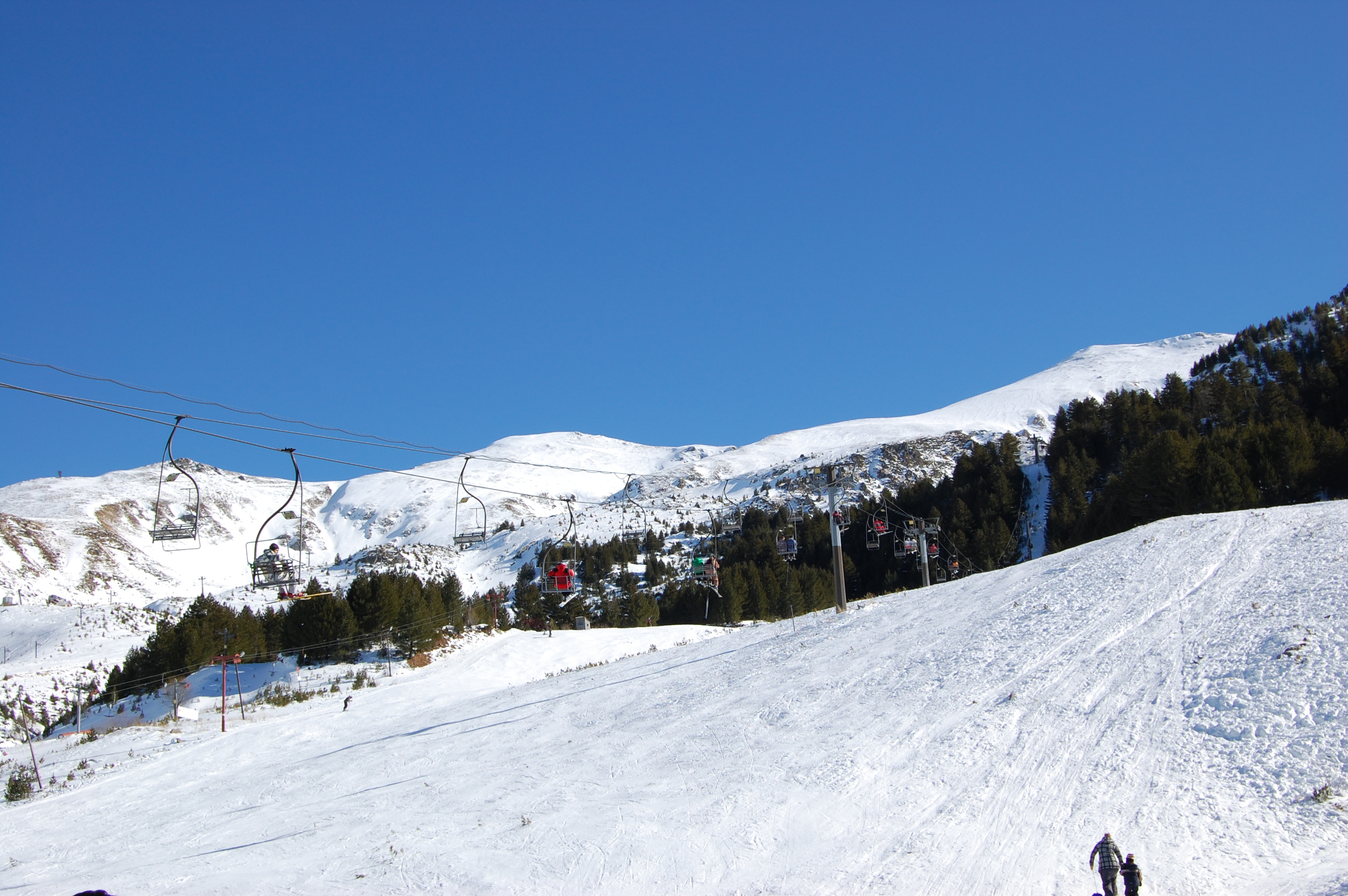
Sífelvonó a Brezovica síkomplexumban

## Fordítás
- Ez a szócikk részben vagy egészben  a   Brezovica ski resort című angol Wikipédia-szócikk ezen változatának fordításán alapul.  Az eredeti cikk szerkesztőit annak laptörténete sorolja fel. Ez a jelzés csupán a megfogalmazás eredetét és a szerzői jogokat jelzi, nem szolgál a cikkben szereplő információk forrásmegjelöléseként.